# Криворожаглострой
Криворожаглострой — строительно-монтажный трест в городе Кривой Рог.

## История
Организован в декабре 1956 года (по другим данным в октябре 1958 года).
Свою производственную деятельность трест начал со строительства Новокриворожского горно-обогатительного комбината, который был возведён за три года — на год ранее запланированного срока.
В декабре 1960 года с участием треста введена в эксплуатацию 2-я очередь Южного горно-обогатительного комбината мощностью 9 млн тонн руды и 4,6 млн тонн концентрата, который был введён в строй за полтора года до срока. В 1961—1966 годах построен мелкосортный прокатный стан 250-3 на Криворожском металлургическом заводе, 9-я и 10-я секции ЮГОКа, 2-я аглофабрика Новокриворожского ГОКа, реконструирована и расширена обогатительная фабрика на Южном ГОКе и 1-я аглофабрика на Новокриворожском ГОКе.
В 1963 году трест начал строительство 1-й очереди Ингулецкого горно-обогатительного комбината, который был введён в строй в 1966 году — за семь месяцев до срока.
К 1969 году построил жилые районы и культурно-бытовые объекты для тружеников Южного, Новокриворожского и Ингулецкого ГОКов.
В 1972—1982 годах введены мощности Южного, Новокриворожского и Ингулецкого ГОКов, конверторный цех Nº 2 завода «Криворожсталь».
В 1982—1985 годах введено в эксплуатацию 144,44 млн м³ хвостохранилищ.
В апреле 1992 года преобразован в арендное предприятие, в апреле 1994 года образовано закрытое акционерное общество.

## Характеристика
Основная специализация — строительство объектов на горно-обогатительных комбинатах.
В состав входят 7 строительно-монтажных управлений, автоматический бетонорастворный завод, ряд вспомогательных предприятий.
Для тружеников функционировал пансионат «Строитель» в Евпатории, пионерлагерь, базы отдыха на Карачуновском водохранилище.

### Трудовой коллектив
Среди передовиков производства Герои Социалистического Труда А. П. Подлепа, И. С. Кравцов, А. И. Журавлёв, орденоносцы М. Д. Рябцун, И. Д. Буц, М. В. Сторчеус, В. К. Головко, В. М. Брыльца, В. И. Осипова, П. П. Гридасов, М. М. Книга.
Орденами и медалями награждены до 500 человек.
Управляющие О. П. Бобко, А. П. Подлепа, А. В. Гриша, Е. С. Капустин, А. Ф. Катрич.

## Награды
- Орден Ленина (1966)[2][1];
- Ленинская юбилейная грамота, диплом ВЦСПС (1970)[1];
- Юбилейный почётный знак (1972)[1];
- Внесён на доску почёта ВДНХ СССР (1982)[1].